# Балхар
Балхар (рос. Балхар) — село Акушинського району, Дагестану Росії. Входить до складу муніципального утворення Сільрада Балхарська.
Населення — 939 (2010).

## Населення
За даними перепису населення 2002 року в селі мешкало 1124 особи. В тому числі 546 (48,58 %) чоловіків та 578 (51,42 %) жінок.
Переважна більшість мешканців — лакці (100 % від усіх мешканців). У селі переважає лакська мова.
У 1959 році в селі проживало 1158 осіб.